# Slaget om Fallujah (2016)
Slaget om Fallujah (2016), også refereret til som det tredje slag om Fallujah eller Fallujah offensiven,  var en militær operation imod Islamisk Stat som skulle generobre byen Fallujah og dens forstæder, lokationen er 69 kilometer (40 miles) vest for den Irakiske hovedstad Baghdad. Operationen begyndte den 22. maj 2016, tre måneder efter de irakiske styrker havde startet en totalt belejring af Fallujak. Den 26. juni havde irakiske styrker generobret byen, der gik dog yderligere to dage, før der kom kontrol med omkring liggende områder udenfor byen. Islamisk Stat havde i vinteren 2014 taget kontrol over Fallujah.